# A Modern Musketeer
A Modern Musketeer és una pel·lícula muda dirigida per Allan Dwan i produïda i protagonitzada per Douglas Fairbanks. Basada el relat "D'Artagnan of Kansas" d’E. P. Lyle, Jr., la pel·lícula es va estrenar el 30 de desembre del 1917. Els exteriors foren rodats al Gran Canyó i al Monument Nacional del Canyó de Chelly.

## Argument
Després dels crèdits inicials, hi ha un pròleg ambientat en una taverna francesa del segle XVII en què D'Artagnan defensa l'honor d'una dona misteriosa enfrontant-se a diversos enemics abans de pujar al seu cavall i marxar. Aleshores, l'acció es trasllada a l'actual Kansas. Ned Thacker ha heretat l'esperit de D'Artagnan a través de la influència de la seva mare, una àvida fan del novel·lista francès Alexandre Dumas. Malauradament, els seus intents d’actuar com un cavaller són generalment mal entesos per les dones modernes que troba. Així, es baralla amb un home que creu que està assetjant una dona, però quan el venç descobreix que això a ella no li ha agradat gens. Per tot plegat decideix marxar de Kansas i travessar el continent en cotxe.
Mentre condueix pel desert del Gran Canyó, es troba amb un cotxe aturat perquè la carretera és intransitable. És propietat de Forrest Vandeteer un milionari de mitjana edat (l'"home més ric de Yonkers"). L’acompanyen Elsie Dodge, principal interès del milionari i la seva mare, que veu el matrimoni de la seva filla amb Vandeteer com la solució als seus greus problemes financers. Ella, però, detesta el seu pretendent. Ned té la idea de posar el seu cotxe a les vies del ferrocarril per poder seguir endavant i acull els viatgers en el seu cotxe i Ned i Elsie se senten atrets un per l’altre. En arribar a l’hotel turístic del Gran Canyó, Vandeteer li diu a Ned que es mantingui allunyat de les dones.
Allà, John Blabb, un periodista de Nova York, li explica que Vandeteer ja té tres esposes secretes per lo que decideix protegir Elsie. Chin-de-dah un cap indi fora de la llei vol aconseguir una nova esposa després que la darrera hagi decidit suïcidar-se. Per això es fa passar per guia i es presenta a l’hotel on s'hostatgen Ned i Elsie. Tot i les reticències de Ned, Vandeteer el contracta per fer una excursió pel Gran Canó amb Elsie. Ned aprofita l’ocasió per convèncer la mare d’Elsie que ha de procurar més per la felicitat de la noia que no pas per la seva situació financera.
James Brown, un membre de la colla que coneix i odia a Vandeteer perquè anys enrere l’havia estafat i li havia robat la dona i els fills, explica alegrement a Ned les intencions de Chin-de-dah d’assassinar Vandeteer i forçar Elsie a casar-se amb ell. Ned, amb l’ajut de Brown, marxa a rescatar Elsie. Arriben a la cova on acampen els indis a temps per alliberar Elsie i Vandeteer, però continuen en perill. Aleshores Ned obliga a Vandeteer a signar una confessió de l'estafa contra Brown, així com un pagaré de 100.000 dòlars a canvi de salvar-li la vida. Aconsegueixen escapar pel precipici per una corda estirada per un cavall. Un cop segurs, Brown vol matar a Vandeteer, però Ned el persuadeix perquè el deixi viure a Vandeteer i promet repartir la recompensa amb ell. Un cop estan sols, l'Elsie fa un petó al seu salvador.

## Repartiment
- Douglas Fairbanks (Ned Thacker/D'Artagnan)
- Marjorie Daw (Elsie Dodge)
- Kathleen Kirkham (Mrs. Dodge)
- Eugene Ormonde (Forrest Vandeteer)
- Edythe Chapman (Mrs. Thacker)
- Frank Campeau (Chin-de-dah)
- Tully Marshall (James Brown)
- ZaSu Pitts (noia a Kansas City, no surt als crèdits)
- Charles Stevens (indi, no surt als crèdits)